# Oratoio
Oratoio is een plaats (frazione) in de Italiaanse gemeente Pisa.